# Triteleia caerulea
Triteleia caerulea är en stekelart som först beskrevs av Charles Thomas Brues 1918.  Triteleia caerulea ingår i släktet Triteleia och familjen Scelionidae. Inga underarter finns listade i Catalogue of Life.